# Dalibor Blažina
Dalibor Blažina (ur. 1955 w Zagrzebiu) – chorwacki wykładowca literatury polskiej.

## Życie zawodowe
W latach 1974–1979 roku studiował komparatystykę oraz język polski i literaturę na Wydziale Filologicznym Uniwersytetu w Zagrzebiu. Pracę magisterską pt. Nezasitnost kao dinamični element negativne utopije Stanisława Ignacyja Witkiewicza obronił w 1989 roku, a rozprawę doktorską pt. Dramska kazališna kritika Jana Kotta w 1997 roku.
Od 1981 roku jest zatrudniony w Katedrze Języków i Literatur Słowiańskich (obecnie Katedra Języków i Literatur Zachodniosłowiańskich) Wydziału Filologicznego w Zagrzebiu najpierw jako asystent, od 2000 roku jako docent, od 2006 jako profesor nadzwyczajny, a od 2011 jako profesor zwyczajny.
W latach 1981–1982, 1986, 1991–1992 przebywał na stażu naukowym na Uniwersytecie w Warszawie i na Uniwersytecie Jagiellońskim.
W 1992 roku był współorganizatorem zagrzebskiego festiwalu Dani cimetove boje, który poświęcony był polskiemu pisarzowi Brunonowi Schulzowi. Był także organizatorem kilku międzynarodowych konferencji naukowych: Witkiewiczi u Lovranu (Lovran 2004), Zdravko Malić: znanstvenik, prevoditelj, pjesnik (Zagreb 2007), Czesław Miłosz – pjesnik izmeñu Istoka i Zapada, umjetnosti i ideologie (2011).
Na język chorwacki tłumaczył teksty Witkacego, Brunona Schulza, Czesława Miłosza, Jana Kotta oraz innych pisarzy polskich.

## Nauka
Uczestniczy w międzynarodowych i krajowych konferencjach naukowych, prowadzi gościnne wykłady (m.in. wykładał w Warszawie, Krakowie, Zurychu).
Jest autorem trzech książek i wielu tekstów naukowych opublikowanych w prasie polskiej i chorwackiej. Opublikował także dziesięć książek z tłumaczeniami z polskiego na chorwacki, wśród których znajdują się dzieła S.I. Witkiewicza, C. Miłosza, B. Schulza, J. Kotta.
W chorwackiej encyklopedii (hr. Hrvatska enciklopedija), w leksykonie Strani pisci oraz w antologii poezji polskiej Z. Malicia Gost u kući przygotował ponad pięćset wpisów o polskich pisarzach i dziełach literackich.

## Dydaktyka
Wykłada przedmioty związane z polską kulturą, literaturą i teatrem.

## Nagrody
W 2000 roku zdobył Dyplom Ministra Spraw Zagranicznych Rzeczypospolitej Polskiej za wybitne zasługi promowania Polski na świecie.
Otrzymał także nagrodę Stanisława Ignacego Witkiewicza za rok 2003 przyznany przez Zarząd Polskiego Centrum Międzynarodowego Instytutu Teatralnego (ITI-UNESCO) za promowanie polskiej kultury teatralnej na świecie.
W 2020 roku otrzymał Nagrodę Stowarzyszenia Chorwackich Tłumaczy Literatury za tłumaczenie na język chorwacki Nienasycenia S.I. Witkiewicza.

## Członkostwa
Członek Chorwackiego Towarzystwa Filologicznego (hr. Hrvatsko filološko društvo).
Członek Towarzystwa Chorwackich Tłumaczy Literackich (hr. Društvo hrvatskih književnih prevodilaca).

## Tłumaczenia książek
Dalibor Blažina: Czesław Miłosz, Zasužnjeni um [pl. Zniewolony umysł]. Zagrzeb: Nova stvarnost, 1998. ISBN 953-656-206-5.
Dalibor Blažina: Piotr Szewc, Uništenje [pl. Zagłada]. Zagrzeb: Disput, 2002. ISBN 953-6770-23-7.
Dalibor Blažina: Joanna Rapacka, Leksikon hrvatskih tradicija [pl. Leksykon tradycji chorwackich]. Zagrzeb: Matica hrvatska, 2002. ISBN 953-150-664-7.
Dalibor Blažina: Bruno Schulz, Dućani cimetne boje [pl. Sklepy Cynamonowe]. Zagrzeb: Litteris, 2005. ISBN 953-99191-9-3.
Dalibor Blažina: Bruno Schulz, Sanatorij pod klepsidrom [pl. Sanatorium pod klepsydrą]. Zagrzeb: Litteris, 2007.

## Wybrane publikacje

### Książki
Dalibor Blažina: Katastrofizam i dramska struktura. O Stanisławu Ignacyju Witkiewiczu. [pl. Katastrofizm a struktura dramatu. O Stanisławie Ignacym Witkiewiczu]. Zagrzeb: Hrvatsko filološko društvo, Biblioteka Književna smotra, 1993.
Dalibor Blažina: U auri Dušnog dana. Ogledi i rasprave o poljskoj književnosti i njezinoj hrvatskoj recepciji. [pl. W aurze Dziadów. Eseje i rozprawy o literaturze polskiej i jej chorwackiej recepcji] Zagrzeb: Biblioteka Književna smotra, Hrvatsko filološko društvo, 2005.
Dalibor Blažina: Paradoks o kritičaru. Jan Kott u tekstosferi kulture [pl. Paradoks o krytyku. Jan Kott w sferze tekstowej kultury]. Zagrzeb: Disput, 2011.

### Artykuły naukowe i rozdziały w publikacjach
Dalibor Blažina: Može li maska odgoditi katastrofu ili Witkiewicz meñu lutkama, „Novi Prolog”, nr 6/7, zima 1987/1988, s. 285–289.
Dalibor Blažina: Schulz, Kantor, Galicija, „Gordogan”, 13/1992, nr 36, s. 107–115.
Dalibor Blažina: Julije Benešić i poljsko kazalište, „Umjetnost riječi”, LXXX (1999), nr 2, s. 101–112.
Dalibor Blažina, J. Sychowska Kavedžija: W poszukiwaniu uniwersalnego wymiaru polskości. Założyciel chorwackiej polonistyki – Zdravko Malić jako interpretator i tłumacz literatury polskiej, w: Literatura polska w świecie. T. II: W kręgu znawców. Red. R. Cudak. Katowice: Uniwersytet Śląski w Katowicach, Wydawnictwo Gnome, 2009, s. 187–198. ISBN 978-83-87819-05-7.
Dalibor Blažina, Đ. Čilić-Škeljo: Ślady Herberta w poezji chorwackiej, w: Herbert na językach. Współczesna recepcja twórczości Zbigniewa Herberta w Polsce i na świecie. Red. A. Grabowski, J. Kopciński, J. Snopek. Warszawa: Biblioteka Narodowa, 2010, s. 168–182. ISBN 978-83-700-9618-2.